# Galeopsis segetum
Galeopsis segetum es una especie de planta fanerógamaes perteneciente a la familia Lamiaceae, natural de Europa donde crece en terrenos rocosos.

## Características

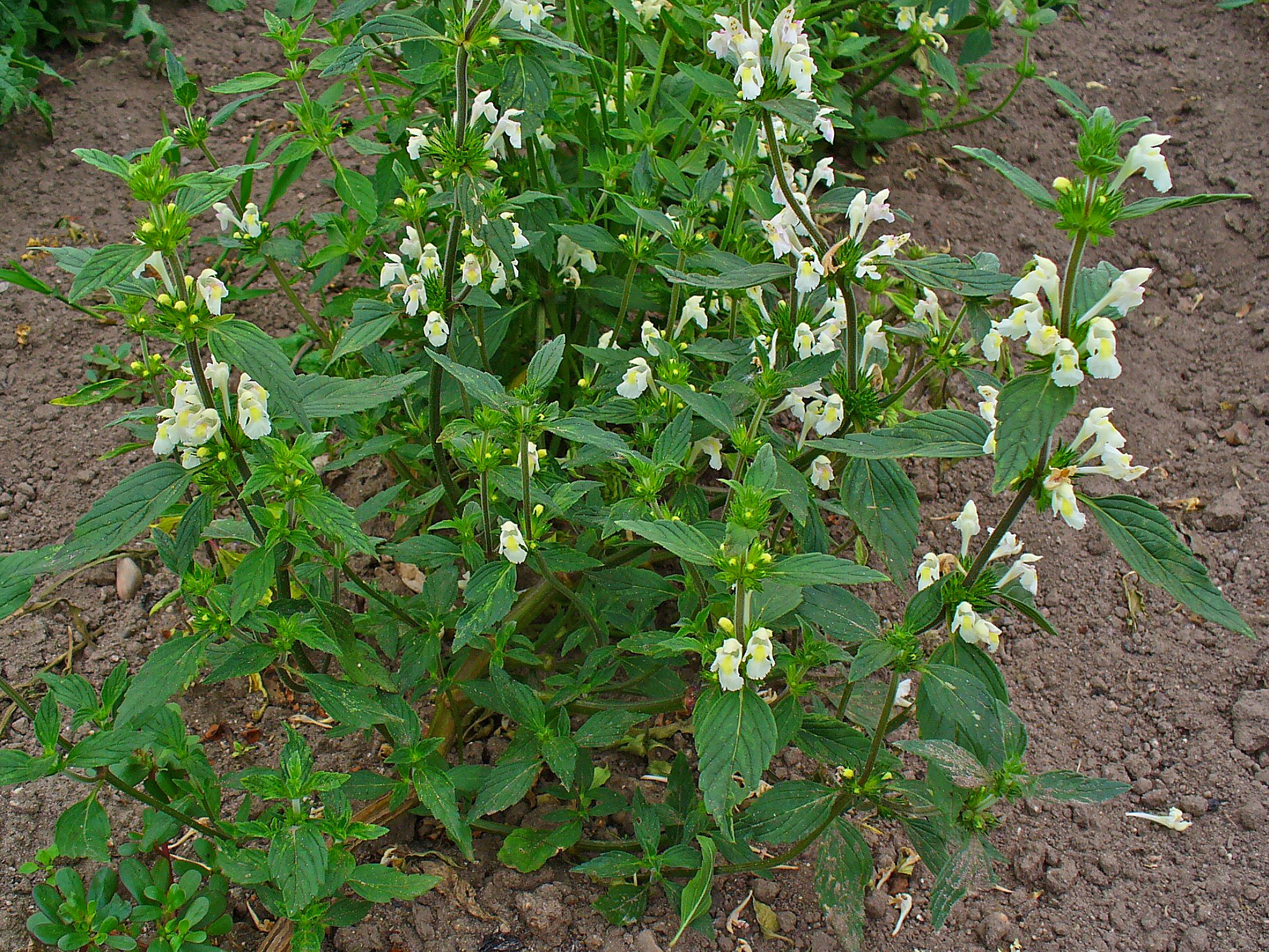
Habitus

Es una planta que alcanza los 10-50 cm de altura con tallo ramoso y velludo. Las hojas son ovales, tomentosas y gruesas. Las flores de color amarillo tienen el cáliz espinoso y se agrupan en glomérulos.

## Propiedades
- Remineralizante por su alto contenido en sílice.
- Usado en el tratamiento contra la tuberculosis.
- Diurético.

## Taxonomía
Galeopsis segetum, fue descrita por Noël Martin Joseph de Necker  y publicado en Historia et Commentationes Academiae Electoralis Scientiarum et Elegantiorum Literarum Theodoro-Palatinae 2: 474. 1770.
Etimología
Galeopsis: nombre genérico creado por Linneo en 1753 pensando, en la forma de "casco" del labio superior de la corola. El término puede derivar del griego: galè = "comadreja" y opsis = "apariencia", y esto tal vez debido a que la flor se asemeja vagamente a una comadreja.
segetum: epíteto latino que significa "de los campos de maíz"
Sinonimia
- Galeopsis villosa Huds.
- Ladanum luteum Gilib.
- Galeopsis nepetifolia Timb.-Lagr.
- Ladanum ochroleucum (Lam.) Slavíková
- Galeopsis ochroleuca Lam.
- Galeopsis ladanum L. subsp. ladanum var. segetum (Neck.) Fiori
- Galeopsis dubia Leers
- Galeopsis grandiflora Roth